# 聖喬治教堂 (里加)

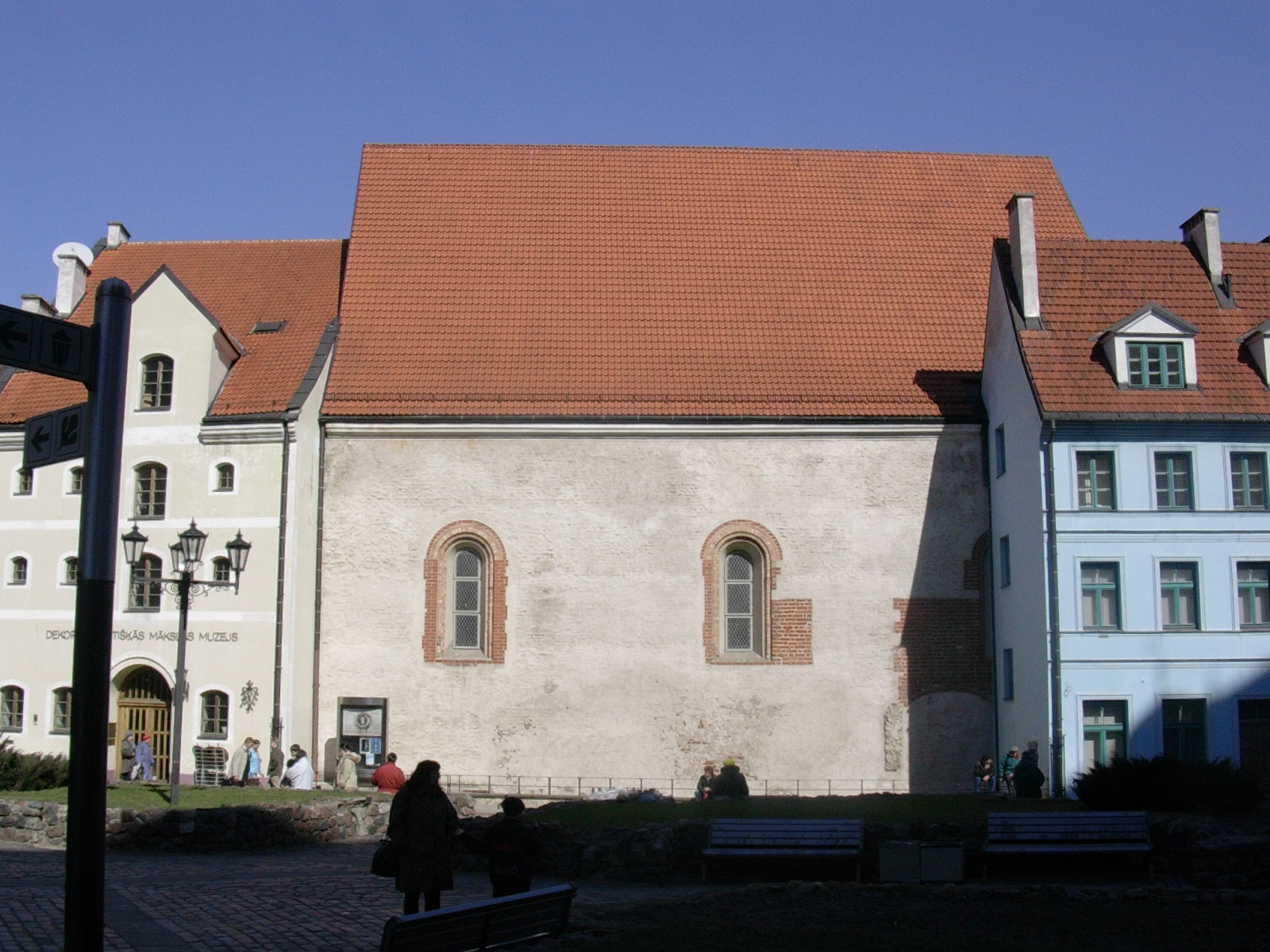

聖喬治教堂是位於拉脫維亞首都里加的一座建築，過去曾是一座羅馬天主教的教堂，現在是拉脫維亞設計與藝術博物館。